# Лесной разбойник (фильм, 1974)
«Лесной разбойник» (нем. Der Räuber Hotzenplotz) — немецкий фильм 1974 года, снятый режиссёром Густавом Эмком по роману Отфрида Пройслера «Разбойник Хотценплотц».

## Сюжет
Терроризирующего округу разбойника Хотценплотца привлекает чудесная мелодия, звучащая из любимой бабушкиной музыкальной кофемолки, которую ей подарили на день рождения Касперль и его друг Сеппель. Разбойник грабит бабушку, отбирая у неё любимую вещь. На стороне разбойника Хотценплотца находится злой волшебник Петросилиус Цвакельманн, живущий в страшном замке. Друзья-проказники Касперль и Сеппель должны найти и наказать двух злодеев и вернуть свой подарок любимой бабушке…

## В ролях
| Актёр          | Роль                      |
| -------------- | ------------------------- |
| Герт Фрёбе     | разбойник Хотценплотц     |
| Лина Карстенс  | бабушка                   |
| Райзер Базедов | полицейский Демпфельмозер |
| Давид Фридманн | Касперль                  |
| Герхард Актун  | Сеппель                   |
| Йозеф Майнрад  | Петросилиус Цвакельманн   |
| Нина Эмк       | фея Амариллис             |

## Съёмочная группа
- Режиссёр: Густав Эмк
- Продюсеры: Валли Демьяник, Густав Эмк, Йозеф Гёлен
- Сценарист: Густав Эмк
- Оператор: Хубертус Хаген
- Композиторы: Пер Рабен, Йоген Томасс

## Дополнительно
Съёмки фильма проходили в Вольфрамс-Эшенбахе, а также в Меркендорфе и замке Альтенмур.